# Carlos Camacho Espíritu

Carlos Camacho Espíritu (Acatzingo, 23 de mayo de 1927 - Puebla, 28 de octubre de 1976) fue un piloto aviador, locutor de radio y empresario mexicano, reconocido por su labor de conservación de la vida silvestre. Fue fundador del parque de conservación Africam Safari en 1972.

## Biografía
Carlos Camacho Espíritu nació en 1927. A los 16 años, cruzó la frontera con Estados Unidos; sin embargo, fue atrapado por los agentes de migración en Los Ángeles y repatriado a Nogales. De ahí, partió a Monterrey, donde comenzó su carrera como locutor. Nuevamente migró a Los Ángeles, donde prosiguió su carrera en la radio.
Una vez establecido en Estados Unidos, Camacho obtuvo su nacionalidad y su título como piloto aviador, realizando su servicio militar y obteniendo el grado de capitán. También se convirtió en el fundador de los laboratorios de medicamentos "Mayov", empresa que le permitió generar una fortuna considerable.
Gracias a sus ganancias y a su experiencia como piloto, Camacho comenzó a realizar viajes a África con la finalidad de capturar animales exóticos y llevarlos a su residencia en Valsequillo, Puebla. Al percatarse de la atracción que ejercía su colección animal, decidió crear un zoológico en el que los animales pudieran convivir y procrearse en condiciones similares a su hábitat natural. De ese proyecto nació Africam Safari el 2 de abril de 1972, que toma su nombre de la combinación de las palabras África y Camacho.
El capitán Camacho falleció el 28 de octubre de 1976 debido a las heridas provocadas por el zarpazo de un tigre de Bengala. Una familia se había bajado de su automóvil en la zona de tigres del parque, por lo que el capitán intentó controlar al animal, resultando gravemente herido; cuatro meses después, murió a causa de las complicaciones derivadas del ataque.
Sus restos están enterrados en un cementerio en Acatzingo, su pueblo natal.

## Influencia
- La vida del capitán Camacho sirvió como inspiración para la serie televisiva El Capitán, producida por Telemexico, protagonizada por el actor mexicano Humberto Zurita y emitida a través del canal Mundo FOX Latinoamérica.[1][2]
- En 2013, el gobernador de Puebla, Rafael Moreno Valle, inauguró un distribuidor vial en la ciudad de Puebla que lleva el nombre del capitán Carlos Camacho Espíritu. El puente se ubica en la vialidad homónima.[6]